# Louis XIII de Rémy Martin

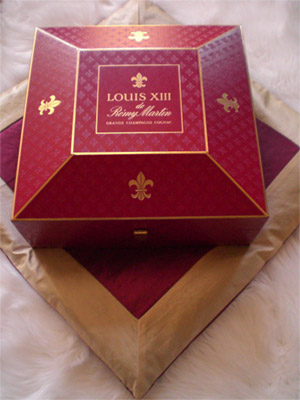

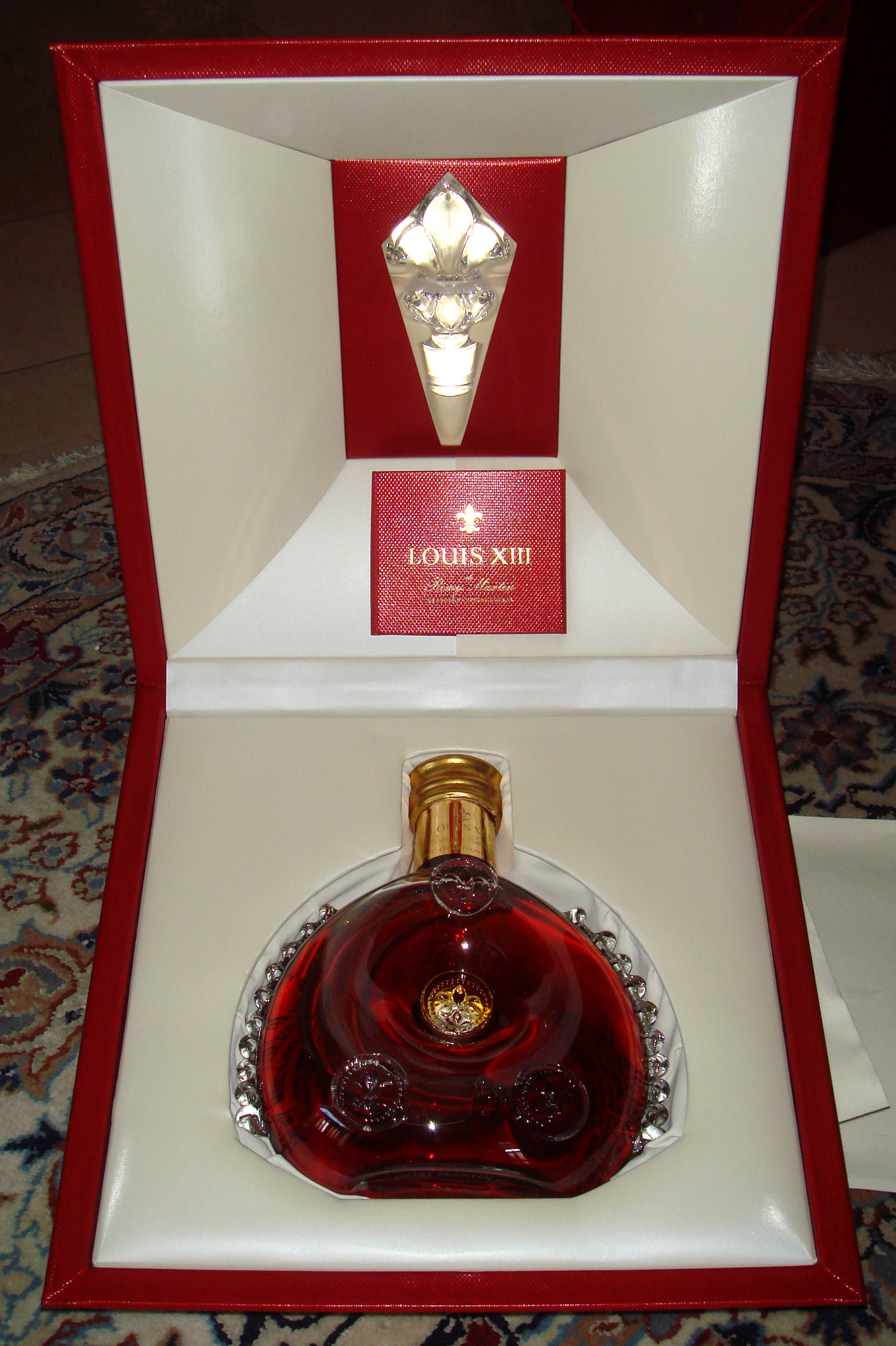

Louis XIII de Rémy Martin eller enbart Louis XIII är en  fransk prestigecognac från den franska cognacstillverkaren Rémy Martin. 

## Cognacen
Cognacen tillverkas av Grande Champagnedruvor från Cognacsdistriktet. Den blandas av  eau de vie som i vissa fall är mer än hundra år gammal och lagras på tierconfat som är flera hundra år gamla. En flaska Louis XIII kan kosta 3000 US dollar men ett genomsnittspris brukar vara 2500-2800 US dollar. Flaskan är handblåst och tillverkas av äkta  Baccarat-kristall. Enbart flaskan brukar betinga ett pris på ca 350 US dollar. En begränsad upplaga kallad "Spectaculaire" har en diamantprydd flaska och det rekommenderade priset ligger på ca 43 000 US dollar (2006). Diamanten brukar vara på 4-4,75 carat.

## I populärkultur
Många kända personer har druckit Louis XIII genom åren. Bland dessa modeskaparen Christian Dior, musikern Elton John, Storbritanniens drottning Elizabeth II, fd brittiske premiärministern Winston Churchill, USA:s fd president Bill Clinton, och filmregisörerna Francis Ford Coppola och Quentin Tarantino.
Många kända hip hopartister refererar till Louis XIII i sina verk, ofta för att skryta om att de har råd att köpa den exklusiva drycken.  Bland annat nämns cognacen i Lil Waynes sång "I Feel Like Dying (Swimming laps around a bottle of Louis the XIII)" samt i Rihannas "Bitch Better Have My Money" (Louis XIII and it's all on me, nigga, you just bought a shot).